# (39877) 1998 EQ6
1998 إي كيو 6 (ويعرف أيضًا باسم (39877) 1998 إي كيو 6 وفق تسمية الكوكب الصغير) (بالإنجليزية: 1998 EQ6)‏ هو كويكب ضمن حزام الكويكبات؛ وترتيبه 39877 من حيث الاكتشاف.
اكتُشف هذا الجُرم الفلكي بواسطة OCA–DLR Asteroid Survey ‏ في 1 مارس 1998.

## وصلات خارجية
- (39877) 1998 EQ6 في قاعدة بيانات مختبر الدفع النفاث لأجرام النظام الشمسي الصغيرة

- الاكتشاف · مخطط المدار ·  العناصر المدارية · المعلمات المادية

- (39877) 1998 EQ6 على موقع ويكي سكاي: DSS2, SDSS, GALEX, IRAS, Hydrogen α, X-Ray, Astrophoto, Sky Map, Articles and images